# Sjundeå prästgård
Sjundeå prästgård (finska: Siuntion pappila) är Sjundeå församlings historiska prästgård vid Kyrkån i Sjundeå kommun i Finland. Prästgården har en stor huvudbyggnad i två våningar från 1812 men själva fastigheten härstammar från medeltiden. Byggnaden är skyddad av Museiverket.
Församlingen sålde prästgården 1974 eftersom det inte fanns några pengar att upprätthålla eller reparera byggnader. År 2020 utlyste Fastighets Ab Sjundeå Gamla Prästgård, som ägde prästgården, fastigheten till salu för 2 480 000 euro.

## Historia
Det finns för övrigt bevis för att prästgården skänktes till församlingen av Svidja slotts ägare. År 1812 hade emellertid den nuvarande bostadsbyggnaden färdigställts. Den nya huvudbyggnaden byggdes ursprungligen som en tvåvåningsbyggnad men byggnaden påbyggdes på 1860-talet för att ge tillräckligt rum i den andra våningen. Prästgården målades grå med bruna knutar. I dag är huset vitt med röda detaljer. Kring prästgården finns det en stor park från före detta kyrkoherde Bengt Olof Lilles tid. Innan den nuvarande prästgården har det funnits åtminstone två äldre byggnader på platsen; en från slutet av 1600-talet och en från år 1778.
I slutet av 1900-talet hade församlingen inte längre råd att reparera den skyddade prästgården, och Museiverket gav inte tillstånd för byggnadens rivning. Man bestämde att sälja hela prästgården till en privat ägare sommaren 1974, varefter byggnaderna på gården restaurerades. Statsrådet har skyddat byggnaden och parken genom sitt beslut av den 20 juli 1983. Ismo Turunen var den sista kyrkoherden som bodde i Sjundeå prästgård.